# KWP2000
KWP2000是Keyword Protocol 2000的簡稱，是車上診斷系統（OBD）上的网络传输协议。此協定包括了OSI模型的應用層。此通訊協定已成為國際標準化組織的ISO 14230標準。KWP2000也包括了OSI模型的對話層，其中包括如何開始、維持及中止通訊對話。

## 常用的實體層
KWP2000中的一種實體層和ISO 9141相同，ISO 9141在一條線（稱為K-line）上有雙向的串行通信，另外有一條選配的L-line，作喚醒功能使用。資料速度從1.2k 到10.4k 波特率，一個訊息的資料欄位可以到255位元組。
若KWP2000實現時有實體的K-line，會需要特別的喚醒程序：「五波特喚醒」（5-baud wakeup）及快速初始化（fast-initialisation）。這兩種喚醒方式都需要K-line信號的時序關鍵（timing critical）處理。
KWP2000也和控制器區域網路（CAN, ISO 11898）相容，最高速度可以到1 Mbit/s。CAN在現今的汽車中都有，不需要另外安裝實體的纜線，因此成為替代K-line的方案，而且越來越受歡迎。
KWP2000應用CAN時，最常配合的是ISO 15765的传输层／網路層。KWP2000配合CAN使用也不需要特殊的喚醒機能。
KWP2000也可以用CAN只實現其服務層及對話層（沒有標頭的長度標示、使用來源地址及目的地址，不用檢查碼。），或是實現所有內容（標頭及檢查碼都封裝在CAN的頁框內）。不過ISO 15765有其传输层／網路層，因此不需要用到OSI七層的內容。

## ISO 14230
ISO 14230（道路車輛—診斷系統—Keyword Protocol 2000）的架構如下：
- ISO 14230-1 實體層
- ISO 14230-2 資料鏈結層
- ISO 14230-3 應用層
- ISO 14230-4 排放相關系統的要求